# Willi Faust
Willi Faust (10 januari 1924 - 27 november 1992) was een Duits motorcoureur die vooral succesvol was in de zijspanklasse en daarin in het seizoen 1955 zelfs wereldkampioen werd.
Willi Faust begon pas aan motorraces deel te nemen toen hij al 27 jaar oud was. In 1951 startte hij als beginneling met een 250 cc Triumph in vijf wedstrijden, die hij alle vijf won. In hetzelfde jaar reed hij ook een 500 cc motor en een BMW zijspancombinatie. Aan het einde van het jaar reed hij in drie klassen.
In 1953 reed hij samen met zijn bakkenist Karl Remmert, die oud-terreinrijder was. Zijn resultaten waren toen al zo goed dat hij de interesse van meer evaren coureurs opwekte. Vanaf 1954 begonnen ze steeds succesvoller te worden, maar ze reden toen nog nationale wedstrijden op circuits als de Leipziger Stadtparkkurs, in Dresden-Hellerau, op de Sachsenring, de Schottenring en de Eilenriedering. Pas tegen het einde van het seizoen startten ze in het wereldkampioenschap en dat was een groot succes. Zowel in Bremgarten als in Monza werden ze derde en in het wereldkampioenschap eindigden ze met slechts twee starts toch als zesde. Dit was het eerste jaar dat de jarenlange overheersing van Norton in de zijspanklasse werd doorbroken: Wilhelm Noll en Fritz Cron werden met hun BMW wereldkampioen.
In het seizoen1955 waren Noll en Cron weer favoriet voor de wereldtitel. Zij kregen ook fabriekssteun van BMW én de BMW RS 54 motor met brandstofinjectie. Concurrent en viervoudig wereldkampioen Eric Oliver was nog niet voldoende hersteld van een ongeluk tijdens de Feldbergrennen in 1954. Al bij de eerste race op Montjuïc Park verrasten Faust/Remmert iedereen door met normale straatbanden het hele veld te kloppen. Eric Oliver, die derde werd, voorspelde na die eerste race al dat Faust/Remmert wereldkampioen zouden worden. Ze wonnen ook de GP van Duitsland en de TT van Assen. In de GP van België volgden ze Noll en Cron op korte afstand, maar omdat de raceleider de wedstrijd een ronde te vroeg afvlagde konden ze de aanval op de koppositie niet inzetten. Omdat er slechts vier resultaten telden waren Faust/Remmert in elk geval wereldkampioen. In dit jaar werden ze ook kampioen van Duitsland.
Op 18 april 1956, zes weken voor aanvang van het WK-seizoen, testten Faust en Remmert hun zijspancombinatie op de Hockenheimring. Voor de Stadtkurve blokkeerde de motor, waardoor Willi Faust de controle over de combinatie verloor. Karl Remmert kwam hierbij om het leven. Willi Faust liep een hersenschudding en een dubbele beenbreuk op en lag zes weken in coma. Willi Faust besloot zijn racecarrière te beëindigen nadat bleek dat hij nooit meer volledig zou herstellen en begon een tankstation in zijn woonplaats Fulda.
Willi Faust overleed op 27 november 1992 aan de gevolgen van kanker.

## Wereldkampioenschap wegrace resultaten
(Races in cursief geven de snelste ronde aan)
| Jaar | Klasse  | Bakkenist    | Team | Motorfiets      | 1     | 2     | 3       | 4     | 5     | 6     | 7     | 8     | 9 | Punten | Plaats | Overwinningen | Wereldkampioenen                           |
| ---- | ------- | ------------ | ---- | --------------- | ----- | ----- | ------- | ----- | ----- | ----- | ----- | ----- | - | ------ | ------ | ------------- | ------------------------------------------ |
| 1954 | Zijspan | Karl Remmert | BMW  | BMW RS 54/Steib |       | IOM - | ULS -   | BEL - |       | DUI - | ZWI 3 | NAT 3 |   | 8      | 6e     | 0             | Wilhelm Noll/Fritz Cron, BMW RS 54/Steib   |
| 1955 | Zijspan | Karl Remmert | BMW  | BMW RS 54/Steib | SPA 1 |       | IOM DNF | DUI 1 | BEL 2 | NED 1 |       | NAT - |   | 30     | 1e     | 3             | Willi Faust/ Karl Remmert, BMW RS 54-Steib |